# Индустријска зона Боре Тезино (Асколи Пичено)
Индустријска зона Боре Тезино (итал. Zona Industriale Bore Tesino) насеље је у Италији у округу Асколи Пичено, региону Марке.
Према процени из 2011. у насељу је живело 6 становника. Насеље се налази на надморској висини од 17 м.